# Antithamnionella
Genre
Antithamnionella est un genre d’algues rouges de la famille des Ceramiaceae.

## Liste d'espèces
Selon AlgaeBase (11 octobre 2020) :
- Antithamnionella adnata (J.Agardh) N.M.Adams
- Antithamnionella alternans R.W.Ricker
- Antithamnionella atlantica (E.C.Oliveira) C.W.Schneider
- Antithamnionella australis Baardseth
- Antithamnionella basispora (Tokida & Inaba) Cormaci & Furnari
- Antithamnionella bermudica C.W.Schneider
- Antithamnionella boergesenii (Cormaci & G.Furnari) Athanasiadis
- Antithamnionella breviramosa (E.Y.Dawson) Wollaston
- Antithamnionella elegans (Berthold) J.H.Price & D.M.John
- Antithamnionella flagellata (Børgesen) I.A.Abbott = Antithamnionella graeffei (Grunow) Athanasiadis
- Antithamnionella floccosa (O.F.Müller) Whittick
- Antithamnionella gardneri (G.De Toni) ? = Antithamnionella spirographidis (Schiffner) E.M.Wollaston
- Antithamnionella glandifera E.M.Wollaston
- Antithamnionella glandulifera (Kylin) E.M.Wollaston = Antithamnionella spirographidis (Schiffner) E.M.Wollaston
- Antithamnionella graeffei (Grunow) Athanasiadis
- Antithamnionella grallatoria Huisman
- Antithamnionella latiaxis I.A.Abbott ≡ Crouanophycus latiaxis (I.A.Abbott) A.Athanasiadis
- Antithamnionella longicellulata Perestenko
- Antithamnionella mcnabbii (E.Y.Dawson) D.N.Young
- Antithamnionella miharae (Tokida) Itono = Antithamnionella spirographidis (Schiffner) E.M.Wollaston
- Antithamnionella multiglandulosa A.Secilla, A.Santolaria, I.Díez & J.M.Gorostiaga
- Antithamnionella multiramosa Athanasiadis
- Antithamnionella nagaii Perestenko
- Antithamnionella nigricans (N.L.Gardner) Athanasiadis ≡ Hollenbergia nigricans (N.L.Gardner) Wollaston
- Antithamnionella pacifica (Harvey) E.M.Wollaston
- Antithamnionella rhodokraftia Athanasiadis
- Antithamnionella sarniensis Lyle - espèce type = Antithamnionella ternifolia (J.D.Hooker & Harvey) Lyle
- Antithamnionella schneideri Athanasiadis
- Antithamnionella seriata Baardseth
- Antithamnionella shimamurana (Nagai) S.C.Lindstrom & P.W.Gabrielson ≡ Irtugovia shimamurana (Nagai) Perestenko
- Antithamnionella simplex (E.Y.Dawson) Skelton & G.R.South = Antithamnionella breviramosa (E.Y.Dawson) Wollaston
- Antithamnionella spirographidis (Schiffner) E.M.Wollaston
- Antithamnionella sublittoralis (Setchell & N.L.Gardner) Athanasiadis
- Antithamnionella subpinnata Brauner, nom. inval.
- Antithamnionella tasmanica Wollaston = Antithamnionella ternifolia (J.D.Hooker & Harvey) Lyle
- Antithamnionella ternifolia (J.D.Hooker & Harvey) Lyle
- Antithamnionella tormentosa Stegenga
- Antithamnionella verticillata (Suhr) Lyle

Selon World Register of Marine Species (11 octobre 2020) :
- Antithamnionella adnata (J.Agardh) N.M.Adams, 1991
- Antithamnionella alternans R.W.Ricker, 1987
- Antithamnionella asymmetricum
- Antithamnionella atlantica (E.C.Oliveira) C.W.Schneider, 1984
- Antithamnionella australis Baardseth, 1941
- Antithamnionella basispora (Tokida & Inaba) Cormaci & Furnari, 1989
- Antithamnionella bermudica C.W.Schneider, 1997
- Antithamnionella boergesenii (Cormaci & G.Furnari) Athanasiadis, 1996
- Antithamnionella breviramosa (E.Y.Dawson) Wollaston, 1970
- Antithamnionella elegans (Berthold) J.H.Price & D.M.John, 1986
- Antithamnionella floccosa (O.F.Müller) Whittick, 1980
- Antithamnionella glandifera E.M.Wollaston, 1968
- Antithamnionella graeffei (Grunow) Athanasiadis, 1996
- Antithamnionella longicellulata Perestenko, 1994
- Antithamnionella mcnabbii (E.Y.Dawson) D.N.Young, 1981
- Antithamnionella multiglandulosa A.Secilla, A.Santolaria, I.Díez & J.M.Gorostiaga, 2006
- Antithamnionella multiramosa Athanasiadis, 1996
- Antithamnionella nagaii Perestenko, 1941
- Antithamnionella pacifica (Harvey) E.M.Wollaston, 1972
- Antithamnionella rhodokraftia A.Athanasiadis, 1996
- Antithamnionella schneideri Athanasiadis, 1996
- Antithamnionella seriata Baardseth, 1941
- Antithamnionella spirographidis (Schiffner) E.M.Wollaston, 1968
- Antithamnionella sublittoralis (Setchell & N.L.Gardner) Athanasiadis, 1996
- Antithamnionella subpinnata Brauner
- Antithamnionella ternifolia (J.D.Hooker & Harvey) Lyle, 1922
- Antithamnionella tormentosa Stegenga, 1986
- Antithamnionella verticillata (Suhr) Lyle, 1922